# 1953年臺灣
|        | 臺灣歷史 \| 台灣歷史年表 |
| 世纪： | 19世纪臺灣 \| 20世纪臺灣 \| 21世纪臺灣 |
| 年代： | 1920年代臺灣 \| 1930年代臺灣 \| 1940年代臺灣 \| 1950年代臺灣 \| 1960年代臺灣 \| 1970年代臺灣 \| 1980年代臺灣                                           |
| 年份： | 1948年臺灣 \| 1949年臺灣 \| 1950年臺灣 \| 1951年臺灣 \| 1952年臺灣 \| 1953年臺灣 \| 1954年臺灣 \| 1955年臺灣 \| 1956年臺灣 \| 1957年臺灣 \| 1958年臺灣 |
| 纪年： | 癸巳年（蛇年）、中華民國42年 |

## 政府

### 國家正副元首

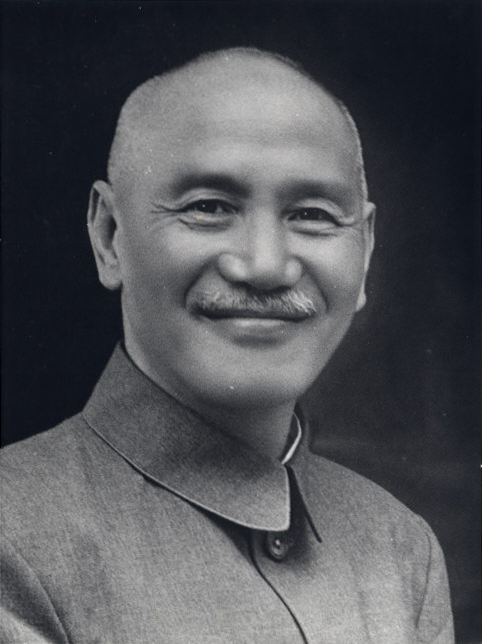
總統：蔣中正
副總統：缺位

### 五院首長

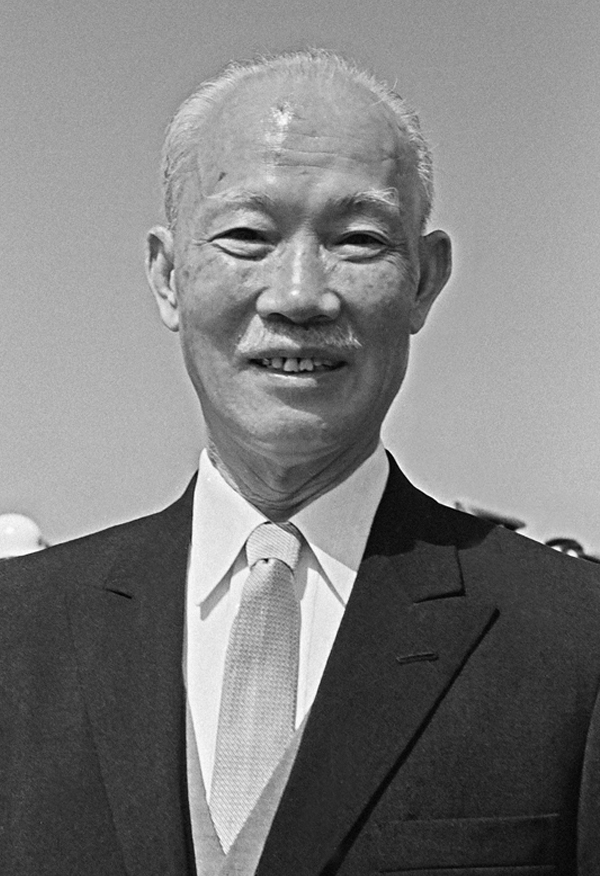
行政院院長：陳誠
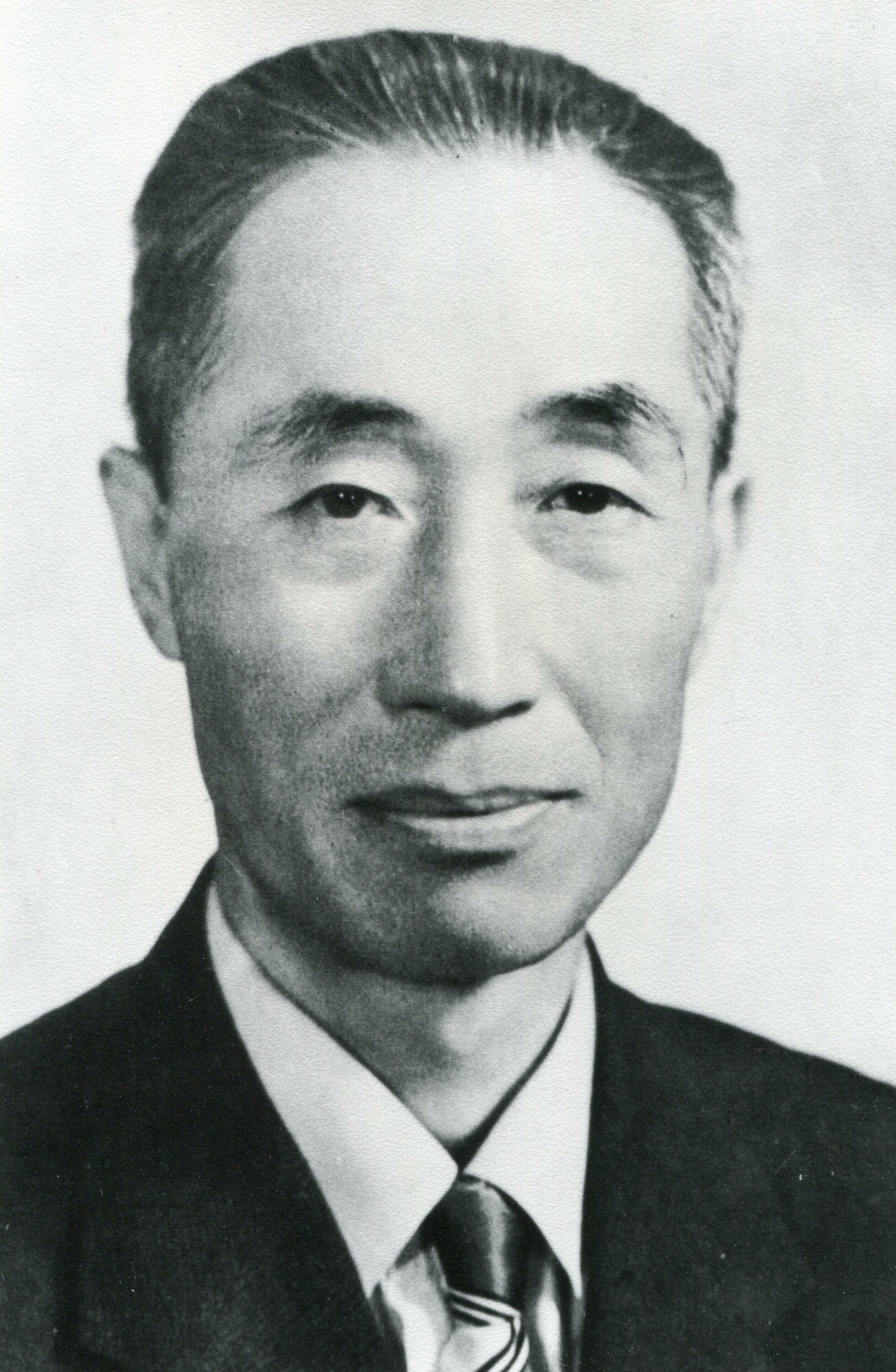
立法院院長：張道藩
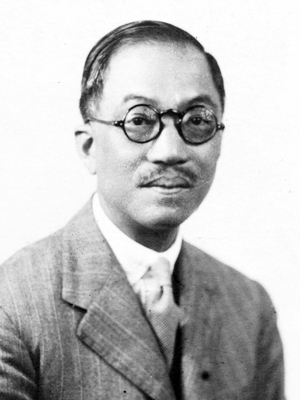
司法院院長：王寵惠
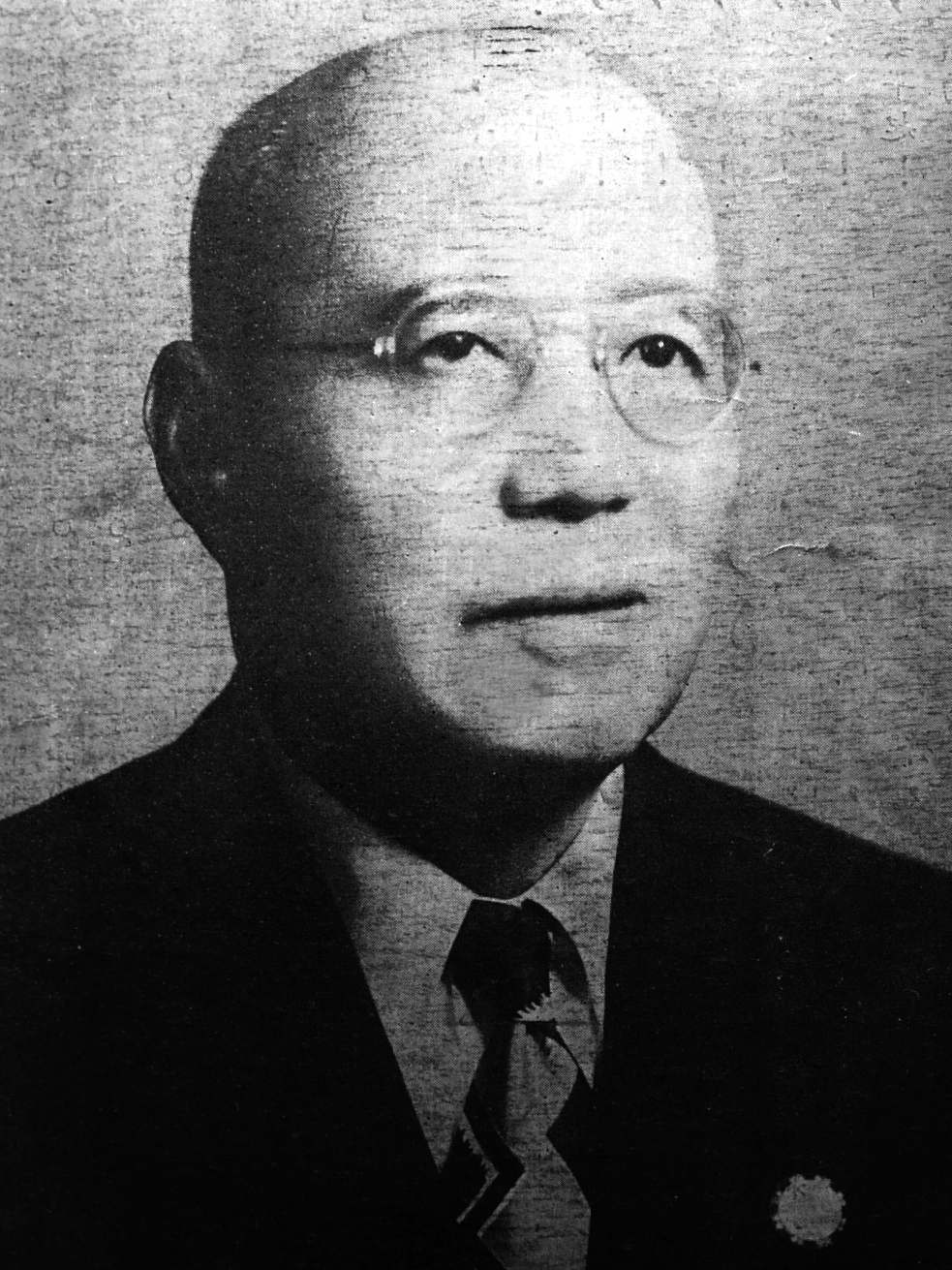
考試院院長：賈景德
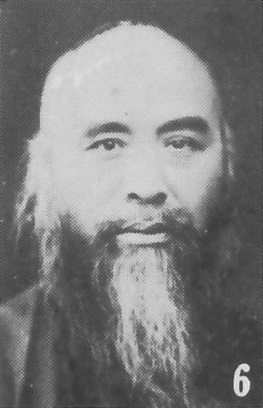
監察院院長：于右任

### 省政府主席

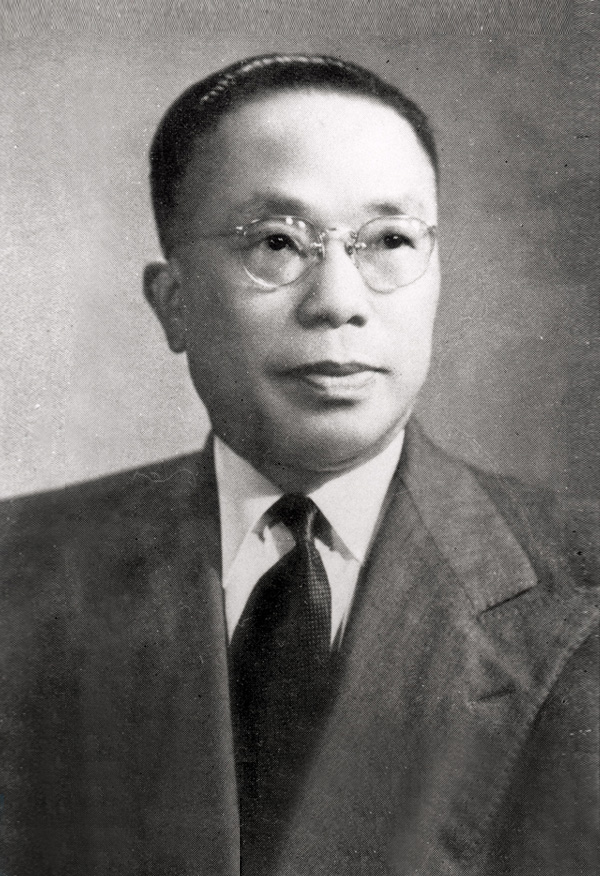
臺灣省政府主席：俞鴻鈞
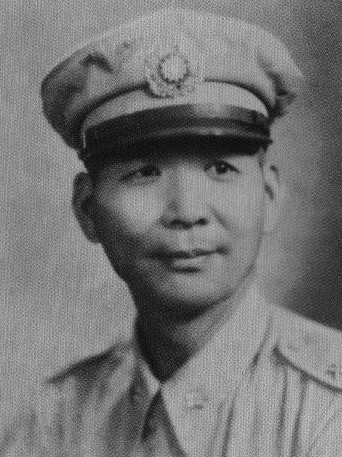
福建省政府主席：胡璉

### 成員變動

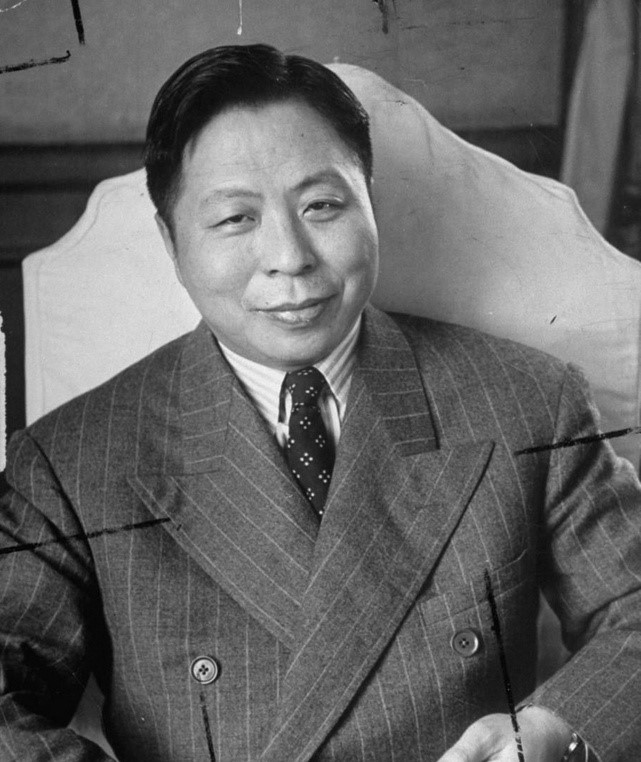
臺灣省政府主席：吳國楨（辭職）

## 大事記

### 1月
- 政府公佈「實施耕者有其田條例」，規定地主可保留水田三甲或旱田六甲，其餘由政府用徵收補償方法交佃農承租耕種[1]:184。
- 1月15日：白河大仙寺舉行傳授三壇大戒活動，是二次大戰後臺灣佛教界首次傳大戒[2]:84。
- 1月26日：耕者有其田。
- 1月28日：西螺大橋通車。

### 2月
- 美國艾森豪總統咨詢美國國會，決定解除台灣海峽中立化，下令第七艦隊廢除台灣海峽從事「中立巡邏」[3]:72。蔣介石發表聲明，確認艾森豪此舉乃為合理而光明之舉措[3]:72。

### 3月
- 緬甸向聯合國控告中華民國支持滇緬邊境反共游擊隊[3]:73。

### 6月
- 美援第一批噴射機抵達台灣[3]:74。
- 6月7日——朝鮮停戰後，美國一方面在亞洲實行戰略收縮，一方面謀求建立共同防禦體系[4]:118。美國開始製造「一中一台」或「兩個中國」[4]:118。蔣介石寫信給美國總統艾森豪，要求美國同台灣等訂立雙邊或多邊共同安全條約[4]:118。

### 7月
- 7月16日：時值李承晚危機，蔣未與美國協商即出兵，東山島戰役爆發，但解放軍很快復占[5]:584。

### 8月
- 8月16日：苗栗鎮鎮民代表郭兆才因涉嫌圖利自己，雖然下雨，遭青苗里里民『雙二一』(1/2領票、1/2同意)罷免成功；創下台灣地方自治史的紀錄。

### 9月
- 美國副總統尼克松訪問台北，明確「表示美國兵力不能用來支持（蔣介石）可能發動的任何反攻。」[5]:591毛澤東援助胡志明對抗法國，蔣介石向美國說遠東不會穩定，艾森豪一度考慮請蔣出兵[5]:593-594。日內瓦會議召開，蔣介石認為和談的結果是共產黨接管越南[5]:594-595。
- 美國和台灣秘密簽訂「軍事協調諒解協定」，並在台北成立「協調參謀部」，協定規定國軍之編練、監督、裝備由美方負責；如果發生戰爭，國軍之調動指揮，必須獲得美方之同意；協定中之「軍事協調地區」包括金門、澎湖、大陳、馬祖及台灣，美國第七艦隊、第十三和第二十航空隊為參加協定之單位[4]:118。

### 11月
- 韓國總統李承晚來台訪問，蔣與李總統發表《聯合聲明》，籲請亞洲自由國家，共同組織反共聯合陣線[3]:75。同月，蔣接見美國記者發表談話，強調中國、韓國、越南三國問題，相互極具關聯[3]:75。
- 美國副總統尼克松訪台，表示重視台灣之戰略地位，12月台灣向美國政府正式提出中美共同防禦條約草案[4]:120。

### 12月
- 聯合國大會譴責台灣在緬活動，在杜勒斯強壓下，蔣終令撤退5千多名國軍士眷[5]:591-592。

## 出生
参见： 1953年出生
- 1月1日——盧嘉辰：政治人物，曾任立法委員、台北縣議員、土城市（今土城區）市長。
- 1月4日——吳德榮：氣象學家。
- 1月5日——
  - 陳金龍：軍事人物。
  - 何煖軒：政治人物，曾任中華民國交通部常務次長、高速鐵路工程局局長、國道高速公路局局長。
- 1月6日——李鎮楠：政治人物。
- 1月11日——錢達：政治人物，曾任立法委員。
- 1月15日——蔡清祥：政治人物，現任中華民國法務部部長。
- 1月16日——李麗華：政治人物，曾任台中市議員。
- 1月20日——程振隆：政治人物。
- 1月28日——
  - 黃璉華：護理師。
  - 林姿妙：政治人物，現任宜蘭縣縣長，曾任宜蘭縣議員、羅東鎮鎮長。
- 1月29日——鄧麗君，藝人。著名歌手。（1995年逝世）
- 2月4日——林文義：作家、漫畫家。
- 2月5日——魏國彥：政治人物、地質學家，曾任環境保護署署長、研究發展考核委員會副主任委員、中央研究院地球科學研究所兼任研究員。
- 2月7日——鍾延豪：小說家，是鍾肇政長子。
- 2月9日——夏林清，左派社會運動人士。曾因輔大心理系性侵事件中處理性侵害學生方式引發爭議
- 2月12日——張小月，外交官。曾任駐英代表、外交部北美事務協調委員會主委、陸委會主委。
- 2月13日——
  - 老瓊：漫畫家。
  - 王銘燦：導演、製作人。
- 2月14日——蔡念祖：銀行家，是蔡力行之弟。
- 2月16日——陳伸賢：政治人物，曾任水利署署長、新北市副市長。
- 2月19日——王素筠：政治人物，是何智輝之妻，曾任立法委員、屏東縣議員。
- 2月20日——
  - 陳一郎，藝人。知名台語歌手。知名曲有〈行船人的純情曲〉（2001年逝世）
  - 曾麗燕：政治人物，是林宏宗之妻，曾任高雄市議會議長、高雄市議員。
- 2月21日——陳敏明：攝影師。
- 2月22日——
  - 柯受良，藝人。特技演員。（2003年逝世）
  - 譚艾珍：演員、主持人，是歐陽靖之母。
- 2月26日——林清玄：作家、記者。
- 3月1日——韓茂賢：政治人物，曾任苗栗縣議員。
- 3月4日——蕭颯：小說家。
- 3月6日——陳代民：籃球運動員，是周宜瑩之夫。
- 3月10日——胡天蘭：作家、美食評論家。
- 3月12日——黃義交，政治人物。曾任臺灣省政府發言人、立法委員。
- 3月16日——李應元，台灣獨立運動參與者，曾任臺獨聯盟副主席、立法委員、環保署署長。（2021年逝世）
- 3月20日——許能通：政治人物，曾任溪口鄉鄉民代表。
- 3月25日——龍劭華，藝人。演員。曾擔任綜藝節目《我猜我猜我猜猜猜》第一代男主持人。（2021年逝世）
- 3月29日——蔡文斌：政治人物、律師，曾任考試院考試委員、台南市副市長。
- 4月8日——黃德雄：記者、登山家。
- 4月12日——
  - 吳興國：演員、導演，是當代傳奇劇場創辦人。
  - 邱國正：軍事人物。
- 4月14日——辜啟允，企業家。出身鹿港辜家。辜振甫之子。（2001年逝世）
- 4月15日——狄威：演員。
- 4月21日——
  - 胡茵夢，藝人。演員。
  - 夏玲玲：演員、主持人，是曹啟泰之妻。
- 4月25日——楊雄：演員、政治人物，曾任中和市（今中和區）市民代表、中和區東南里里長。
- 5月1日——顏振發：畫家。
- 5月5日——蔡正富：企業家。
- 5月6日——
  - 李炷烽，政治人物。曾任立法委員、金門縣縣長。
  - 劉尚謙：演員。
- 5月12日——林進興：政治人物、醫師。
- 5月13日——葉耀星：思想家、主持人，是葉耀鵬之弟，為《心海羅盤》創辦人。
- 5月15日——陳清文：研究員，曾任工研院競爭力中心首席研究員、工研院產經趨勢中心首席研究員。
- 5月16日——高碩泰：政治人物，曾任駐美大使、駐義大使。
- 5月24日——陳威仁：政治人物，曾任行政院秘書長、內政部部長、台北縣副縣長。
- 5月25日——
  - 劉美玲：演員。
  - 楊敬賜：政治人物。
  - 林錫忠：政治人物，曾任礁溪鄉鄉長、宜蘭縣政府秘書處處長。
- 6月4日——陳永安：圍棋棋士。
- 6月5日——楊金龍，財金界人物。現任中央銀行總裁。
- 6月13日——許明財，政治人物。曾任新竹市市長。
- 6月16日——郭台強：企業家，是郭台銘之弟。
- 6月17日——平路：小說家。
- 6月20日——明居正：政治學家。
- 6月24日——林賢順：軍事人物，現居於中國大陸。
- 6月27日——章仁香：政治人物，曾任立法委員、監察委員、新竹縣副縣長、原住民族委員會主任委員。
- 6月30日——林鳳嬌：演員，是成龍之妻。
- 7月10日——
  - 李勝峰，政治人物。曾任立法委員、新黨秘書長。
  - 蘇治芬，政治人物。曾任立法委員、雲林縣縣長。
- 7月12日——謝漢萍：電腦科學家。
- 7月14日——吳東昇，企業家。新光集團創辦人吳火獅之子。
- 7月15日——陳月卿：記者、主持人，是蘇起之妻。
- 7月16日——李新，政治人物。曾任臺北市議員、副議長。（2017年逝世）
- 7月17日——邱文彥：政治人物，曾任立法委員、環境保護署副署長。
- 7月21日——張艾嘉：歌手、演員、配音員、導演。原在台灣出道，1980年代轉赴香港發展。
- 7月26日——潘恭孝：軍事人物。
- 7月28日——張建英：黑道人物。
- 8月2日——林世煜：政治運動人士，是胡慧玲之夫。
- 8月8日——焦雄屏：電影監製。
- 8月9日——張怒潮：軍事人物。
- 8月10日——陳萬得：政治人物，是呂玉玲之夫，曾任桃園市議員、平鎮市（今平鎮區）市長。
- 8月15日——
  - 陳幸蕙，作家。多篇散文入選國文課本。
  - 王小棣：導演，是王昇之子。
- 8月17日——
  - 朱雲鵬：政治人物、經濟學家，曾任行政院政務委員、景文科技大學校長。
  - 高建智：政治人物。
- 8月19日——龐建國：政治人物，是邱秀珍之夫，曾任立法委員、台北市議員。
- 8月20日——
  - 鳳飛飛，藝人。演藝事業橫跨歌手、演員與綜藝節目主持人，有「帽子歌后」美譽。（2012年逝世）
  - 鄭榮興：音樂學家、戲曲樂師，曾任國立台灣戲曲學院教授兼校長、復興劇校末任校長。
- 8月22日——黃昭順，政治人物。曾任高雄市議員、立法委員。
- 8月23日——李潼，兒童文學作家。（2004年逝世）
- 9月4日——蔡明修：演員。
- 9月9日——周玉蔻：記者、廣播主持人、政治評論家。
- 9月16日——劉德凱：演員、導演、製作人，是劉德裕之弟、王景平前夫。
- 9月17日——李家維：生物學家，曾任國立自然科學博物館館長。
- 9月20日——賴峰偉，政治人物。現任澎湖縣縣長。
- 9月23日——馮光遠，作家、記者。曾任《中國時報》主筆、副總編輯，《給我報報》創辦人。
- 9月27日——崔浩然：演員。
- 10月1日——
  - 王振全：相聲、演員。
  - 陳朝龍：政治人物。
- 10月14日——蘇南洲：人權運動人士。
- 10月15日——
  - 郭建宏：製作人。
  - 陳盈潔：歌手、演員。
  - 黃坤榮：玻璃工藝家。
- 10月20日——周文偉：講師、調酒師，是移居美國的台灣人。2022年，因涉及南加州教會槍擊案而遭橘郡警方逮捕。
- 10月24日——施思：演員，是在香港出道的台灣藝人。
- 10月25日——丁克華：政治人物，曾任國庫署科長、證券暨期貨管理委員會主任委員、金融監督管理委員會主任委員。
- 10月26日——林德福，政治人物。現任立法委員、國民黨副秘書長。
- 10月29日——宋煦光：政治人物，曾任立法委員。
- 11月4日——陳義芝：詩人、文學評論家。
- 11月6日——沛小嵐：演員，是馬如龍之妻、林秀玲之姊。
- 11月10日——陳保基：政治人物、畜牧學家，曾任農業委員會主任委員、農業委員會畜牧處處長。
- 11月12日——
  - 林美珠，政務官、政治人物。曾任內政部政務次長、蒙藏委員會委員長、勞動部部長。
  - 曹明正：政治人物，是曹嘉豪之父，曾任彰化縣議員。
- 11月15日——王景平：演員、配音員。
- 11月18日——林清波：教育工作者，曾任陽明高中校長、武陵高中校長。
- 11月23日——周弘憲：政治人物、律師，現任考試院副院長，曾任銓敘部部長、人事行政局局長。
- 12月6日——汪笨湖，作家、媒體工作者。著有《嬲》、《那根所有權》。（2017年逝世）
- 12月9日——
  - 方瑞娥：歌手、演員。
  - 楊憲宏：記者、主持人、時事評論家。
- 12月10日——戴勝益：企業家，是王品集團創辦人。
- 12月15日——吳松柏：政治人物，是溫玉霞之夫，曾任立法委員。
- 12月18日——
  - 孫大川（Paelabang Danapan），卑南族作家，以台灣原住民文學著名。現任監察院副院長。
  - 尤雅：歌手。
- 12月19日——胡忠信，作家、政治評論者。
- 12月20日——陳玉峯：植物學家。
- 12月21日——許秀年：演員，是邱鎮江之妻。
- 12月25日——蔡正元，政治人物。曾任立法委員、中央電影事業股份有限公司董事長。
- 12月31日——彭芸：傳播學家，是彭懷恩之妹。

## 逝世
- 5月20日——黃溫恭，醫師、白色恐怖受難者。因基隆市工作委員會案被捕，被蔣介石以手諭改批為死刑，遭槍決。（1920年出生）
- 5月24日——洪火煉，企業家、政治人物，日治時期曾任臺中州協議會員、台灣總督府評議員，戰後出任臺灣省參議員、國大代表。（1888年出生）
- 7月18日——李媽兜，日治時期社會運動參與者、共產黨員，白色恐怖受難者。曾參與建立中共台灣省委妄圖赤化台灣。被捕後遭槍決斃命。（1900年出生）